# Edward Drake Roe
Edward Drake Roe (* 4. Januar 1859 in Elmira; † 11. Dezember 1929 in Massachusetts) war ein US-amerikanischer Mathematiker und Hochschullehrer. Er war von 1901 bis zu seinem Tod John Raymond French Professor of Mathematics an der Syracuse University und gründete 1914 die amerikanische Ehrengesellschaft für Mathematik Pi Mu Epsilon.

## Leben und Werk
Roe studierte an der Syracuse University und erhielt dort 1880 einen Bachelor-Abschluss und ebenso 1885 an der Harvard University, sowie 1886 einen Master-Abschluss an der Harvard University. 1890 heiratete er Harriet Adelaide Bridge Gourley und adoptierte ihre Tochter Mary Eva Gourley. Nach Unterrichtstätigkeit an der Harvard University und der Boston University war er von 1892 bis 1899 außerordentlicher Professor für Mathematik am Oberlin College, wo er von 1897 bis 1899 beurlaubt wurde. Während dieser Zeit forschte er bei Paul Gordan an der Friedrich-Alexander-Universität Erlangen-Nürnberg und promovierte 1898. 1901 erhielt er die Raymond French Professor of Mathematics an der Syracuse University. 1904 nahm er am 3. Internationalen Mathematikerkongress in Heidelberg teil und bereiste deutsche Universitäten. Nachdem 1898 seine erste Frau verstorben war, heiratete er 1911 die Mathematikerin Josephine Robinson. Er veröffentlichte 26 Artikel in Mathematik und mehrere mathematische Lehrbücher und gründete 1914 die amerikanische Ehrengesellschaft für Mathematik Pi Mu Epsilon.

## Astronomische Tätigkeit
1906 errichtete er auf seinem eigenen Gelände ein privates Observatorium, das mit einem Alvan-Clark-Äquatorialteleskop ausgestattet war und als eines der am besten ausgestatteten privaten Observatorien des Landes galt. 1919 wurde er zum Direktor des Holden Observatory in Syracuse ernannt. Nach seinem Tod übergaben seine Frau und seine Tochter sein Observatorium mit sämtlicher Ausrüstung dem Harvard College und leisteten auch einen großzügigen Beitrag zu den Kosten eines Gebäudes zur Unterbringung des Teleskops. Roe war Gründer und Präsident der Syracuse Astronomical Society.

## Mitgliedschaften
- Pi Mu Epsilon
- Phi Beta Kappa
- Sigma Xi
- Pi Kappa Phi
- Delta Kappa Epsilon
- American Association for the Advancement of Science
- American Mathematical Society
- Syracuse Astronomical Society
- Deutsche Mathematiker-Vereinigung
- Circolo Matematico di Palermo
- Société astronomique de France